# Franeker

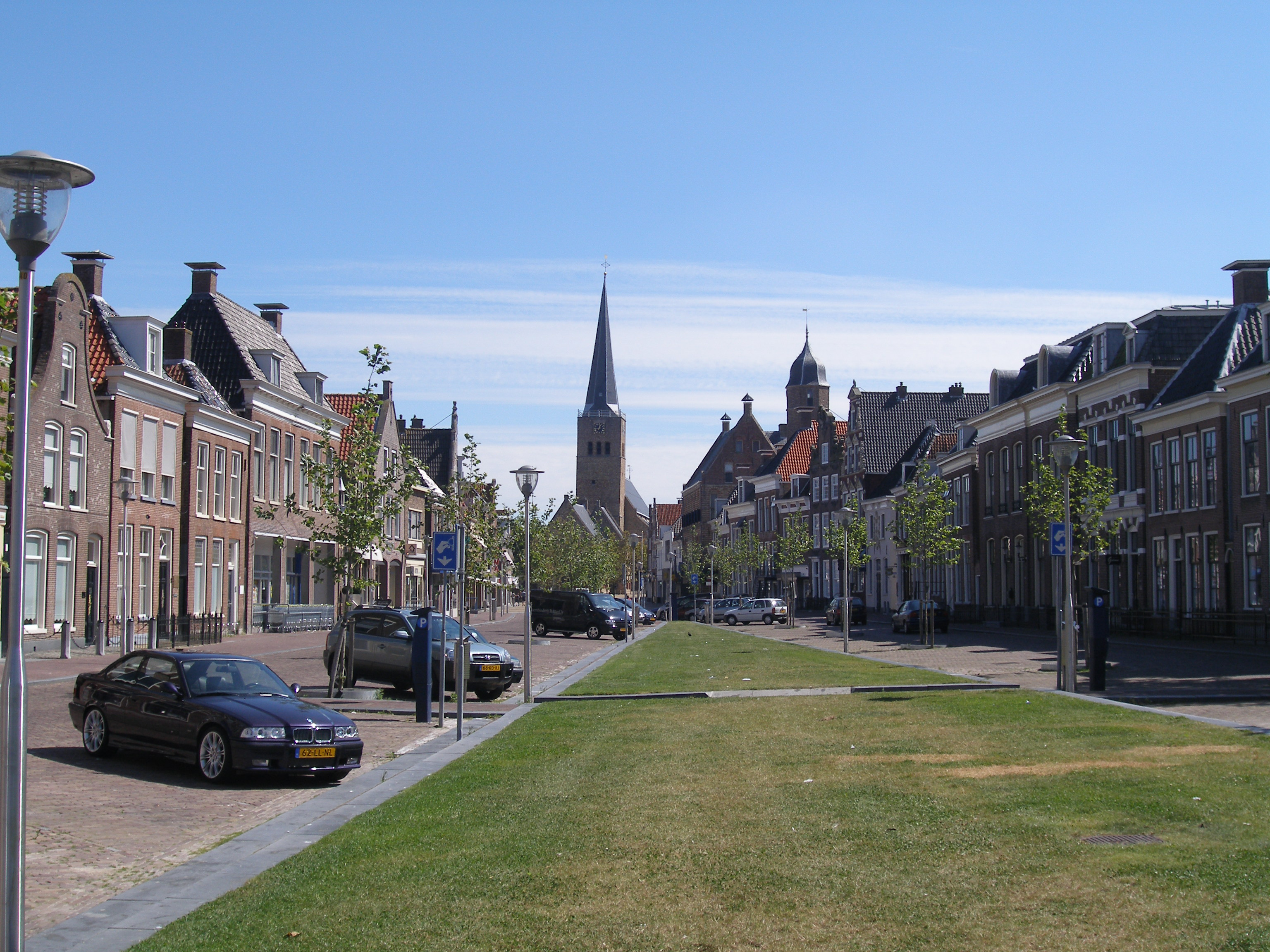

Franeker (frisiska: Frjentsjer) är en stad i nederländska Friesland med 12 996 invånare (den 1 januari 2006). Den är huvudort i kommunen Franekeradeel.
Franeker grundades omkring år 800 som en karolingsk befästning. Under 1000-talet utvecklades staden till ett administrativt centrum. Den fick stadsrättigheter 1374. På 1400-talet etablerade sig hertig Albrecht III av Sachsen i Franeker. Mellan 1585 och 1811 fanns där ett universitet, det näst äldsta i Nederländerna.